# Максимов, Анатолий Николаевич
Анатолий Николаевич Максимов (род. 10 июня 1952 года) — генерал-лейтенант ВВС СССР и ВВС России, начальник Барнаульского высшего военного авиационного училища лётчиков в 1995—1997 годах и Военно-воздушной инженерной академии имени Н. Е. Жуковского в 2002—2009 годах; кандидат социологических наук.

## Биография
Родился 10 июня 1952 года. Курсант Ейского высшего военного авиационного училища летчиков в 1969—1973 годах, окончил в 1985 году ВВА имени Ю. А. Гагарина с отличием.
Службу проходил с 1985 по 1997 годы в Челябинском, Оренбургском и Барнаульском военных авиационных училищах: начинал в должности заместителя командира авиационного полка. Начальник Барнаульского ВВАУЛ со 2 ноября 1993 по 28 апреля 1997 года, в 1997—1999 годах — начальник штаба и первый заместитель командующего Военно-воздушными силами Приволжского военного округа. В 1999—2002 годах — начальник направления военного образования ВВС.
7 августа 2002 года был назначен начальником Военно-воздушной инженерной академии имени Н. Е. Жуковского, пост начальника занимал до 2009 года.

## Награды
- Орден «За службу Родине в Вооружённых Силах СССР» III степени[5]
- Медаль «60 лет Вооружённых Сил СССР»[5]
- Медаль «70 лет Вооружённых Сил СССР»[5]
- Медаль «За безупречную службу» I, II и III степеней[5]
- Заслуженный военный лётчик Российской Федерации[6] (18 августа 1994) — за особые заслуги в освоении авиационной техники, высокие показатели в воспитании и обучении летных кадров и многолетнюю безаварийную летную работу в военной авиации[7]
- Почётная грамота Администрации Алтайского края (29 июля 2019) — за заслуги в деле подготовки кадров для Военно-воздушных сил СССР и Российской Федерации и в связи с 50-летием со дня создания Барнаульского высшего военного авиационного училища летчиков имени Главного маршала авиации Вершинина К.А.[источник не указан 84 дня]